# Bălilești
Bălileşti é uma comuna romena localizada no distrito de Argeş, na região de Muntênia. A comuna possui uma área de  km² e sua população era de 4316 habitantes segundo o censo de 2007.